# (715) Transvaalia
Pour les articles homonymes, voir Transvaal (homonymie).
(715) Transvaalia est un astéroïde de la ceinture principale découvert le 22 avril 1911 par l'astronome sud-africain Harry Wood.

Sa désignation provisoire était 1911 LX. Il fut nommé d’après la province de Transvaal en Afrique du Sud.